# Oernier

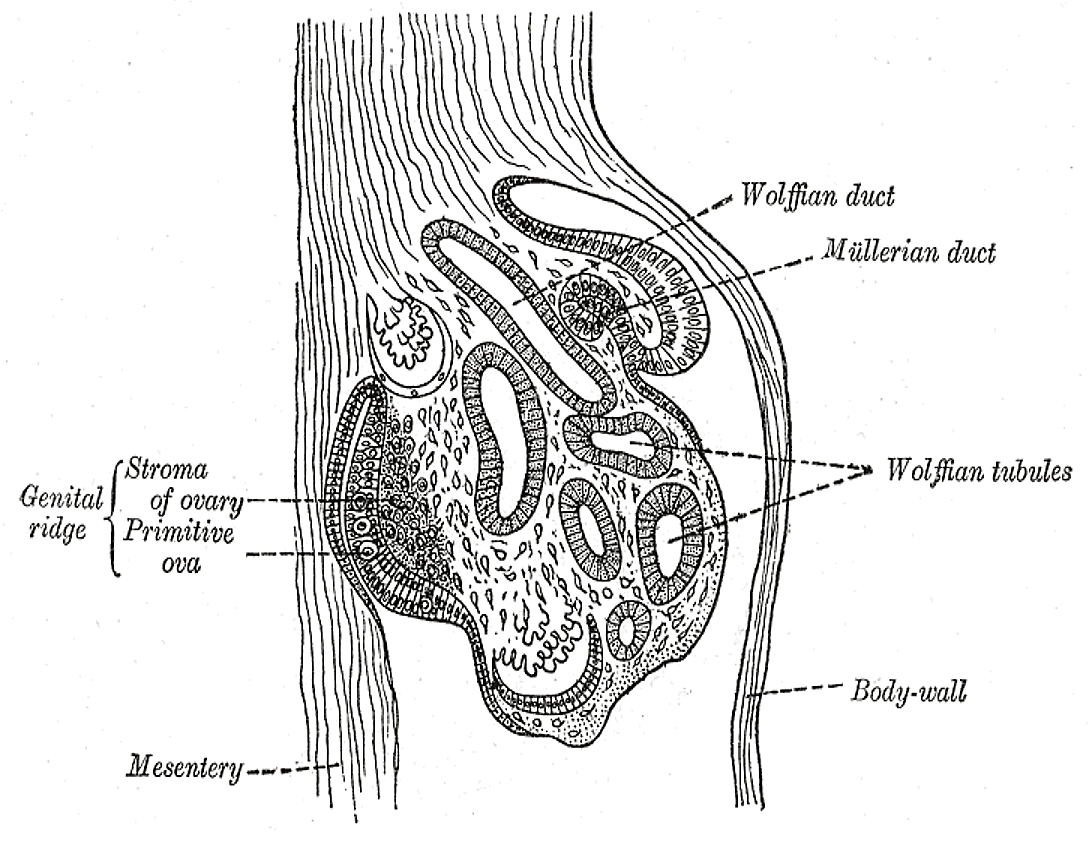
Oernier van een kippenembryo op de 4e dag na bevruchting. Links ervan bevindt zich de gonadale richel. Wolffian tubulus=oerniertubuli

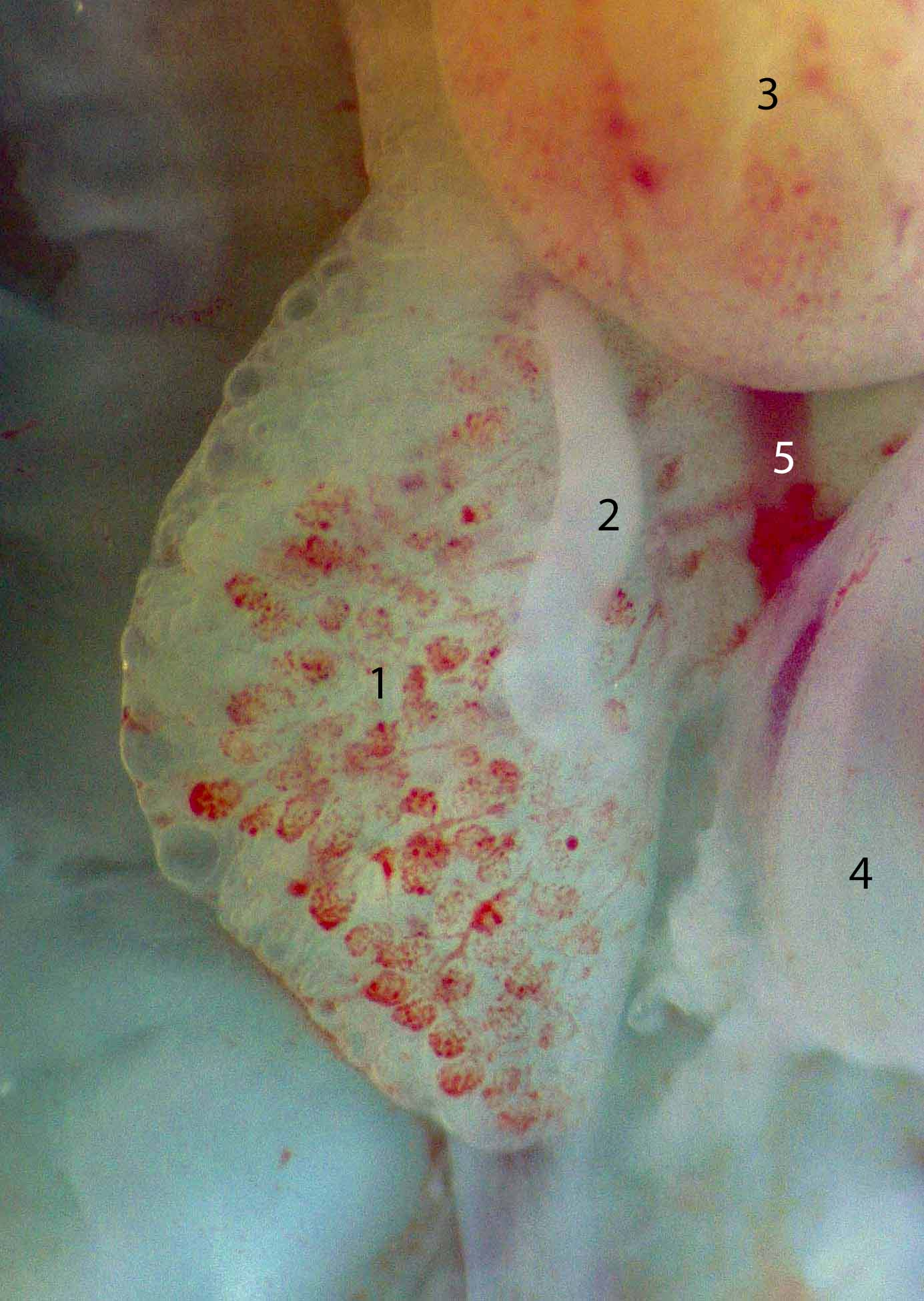
Rechter oernier (1) van een 7 dagen oud kippenembryo met bovenliggende geslachtsklieren (2); rechts de delen van de lever (3), de darm (4) en de dorsale aorta (5)

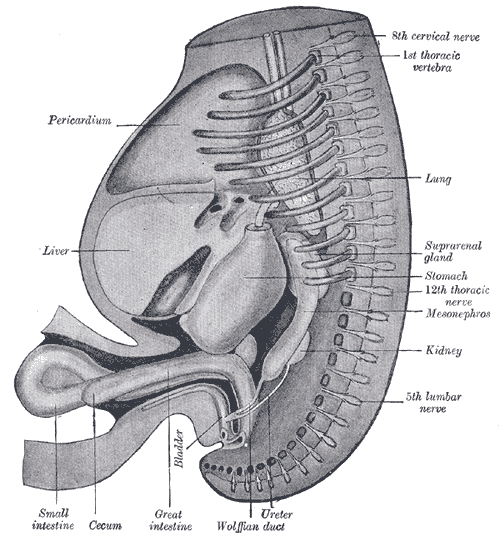
Reconstructie van een menselijk embryo van 17 mm. (Label voor de mesonefros (oernier) is rechts van het midden)

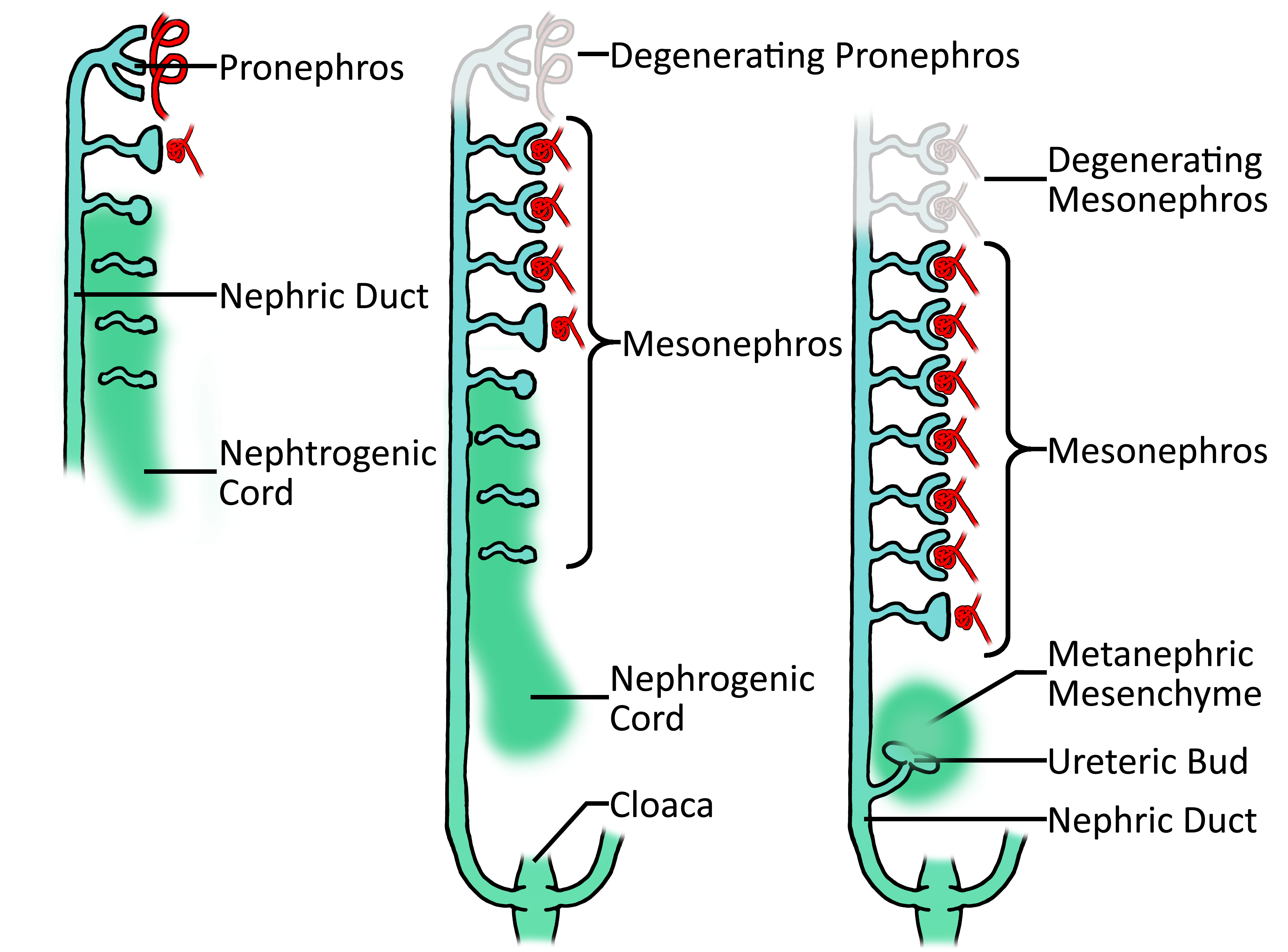
Diagram toont de opeenvolgende ontwikkeling en degeneratie van de pronefros en mesonefros en de inductie van de urineleiderknop en metanefritisch (definitieve nier-) mesenchym tijdens de nierontwikkeling bij zoogdieren.

De oernier of mesonefros (Grieks voor: middelste nier) is een van de drie uitscheidingsorganen, voorlopernier (pronefros), oernier (mesonefros) en definitieve nier (metanefros), die zich bij gewervelde dieren ontwikkelen. Het dient als het belangrijkste uitscheidingsorgaan van gewervelde waterdieren en als tijdelijke nier bij reptielen, vogels en zoogdieren. De oernier is opgenomen in het corpus Wolffi naar Caspar Friedrich Wolff die het in 1759 beschreef. (Het corpus Wolffi bestaat uit: oernier + paraoernierblasteem).
Bij het menselijke embryo ontstaan de urineorganen op de leeftijd van 21 dagen uit het overgangsgebied tussen het pariëtale en viscerale mesoderm, het zogenaamde tussenliggende mesoderm. Vanaf de 25e dag vormt zich nabij het hoofd een gesegmenteerd tussenmesoderm en daaruit vormt zich de pre-nier met de eerste uitscheidingseenheden, de glomeruli. Caudaal (in de richting van de voet) ontspringt de oernier uit het ongesegmenteerde mesoderm. De geslachtsklieren ontwikkelen zich vanaf de 5e week mediaal naar de urinenier. De urinebuis (gang van Wolff of oerniergang) ontwikkelt zich lateraal naar de urinenier.

## Structuur

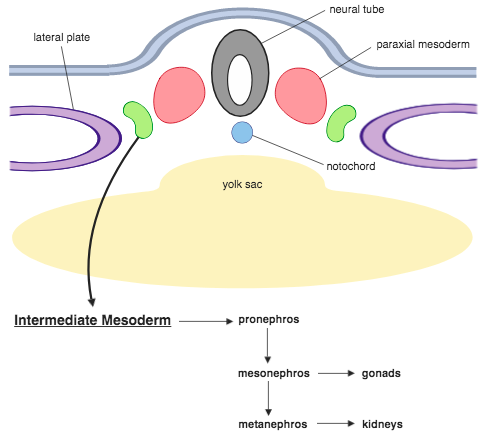
Tussenliggend mesoderm

De oernier fungeert als een structuur die lijkt op de nieren en die bij mensen functioneert tussen de zesde en tiende week oude embryo. Ondanks de gelijkenis in structuur, functie en terminologie vormen de oerniernefronen echter geen enkel onderdeel van de volwassen nier of nefronen.
Bij mensen bestaat de oernier uit eenheden die qua structuur en functie vergelijkbaar zijn met nefronen van de volwassen nier. Elk van deze bestaat uit een glomerulus, een kluwen capillairen dat voortkomt uit de zijtakken van de dorsale aorta en uitmondt in de onderste kardinale ader; een kapsel van Bowman, een bekervormige structuur die de glomerulus omringt en een oerniertubulus, een buis die de kapsel van Bowman verbindt met de gang van Wolff. Een eenheid bestaande uit een enkele glomerulus omgeven met het kapsel van Bowman wordt het nierlichaampje genoemd en een eenheid bestaande uit een enkel nierlichaampje met de bijbehorende oerniertubulus wordt een "nefron" genoemd of een "uitscheidingsoerniereenheid" genoemd.

#### Oernierblaasje
De vorming van elk oerniernefron begint wanneer een stukje tussenliggend mesoderm grenzend aan de gang van Wolff differentieert en een oernierblaasje vormt.

#### Oerniertubulus

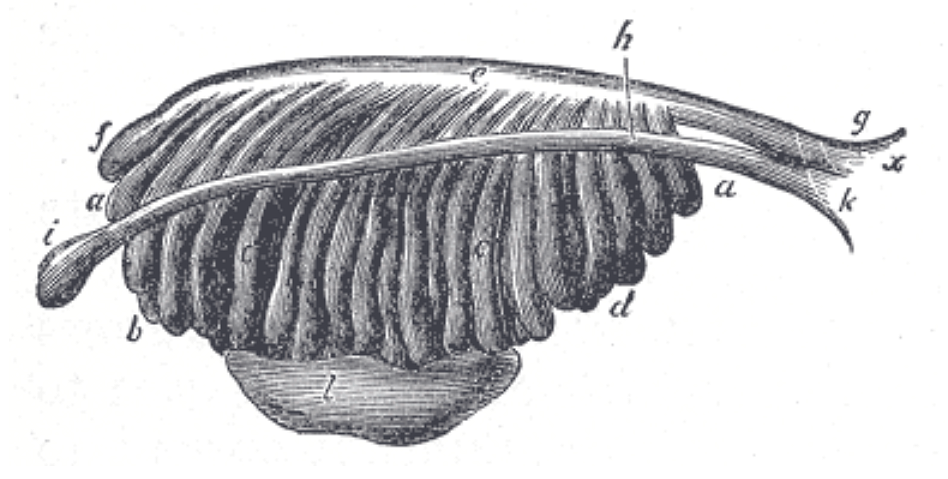
Vergrote weergave vanaf de voorkant van een links voorkomende gonade vóór de vorming van de verschillen tussen de geslachten.
a, b, c, d. Buisvormige structuur van de gonade.
e. Gang van Wolff.
f. Het bovenste uiteinde.
g. Het einde ervan in x, de sinus urogenitalis.
h. De gang van Müller.
i. Het bovenste, trechtervormige uiteinde.
k. Het onderste uiteinde eindigt in de sinus urogenitalis.
l. De genitale klier.

Het oernierblaasje wordt vervolgens langer en vormt de oerniertubulus, die zich aan één kant aan de gang van Wolff hecht. Ondertussen begint een slagader van het dorsale deel van de aorta zich uit te breiden naar de oerniertubulus. Wanneer deze twee structuren met elkaar in contact komen, vormen ze de glomerulus en omgeven ze het kapsel van Bowman. De oerniertubulus is ook bekend als de tubuli van Wolff (of de tubuli van Kobelt).
Aan de mediale zijde van de gang van Wolff, vanaf het zesde cervicale tot het derde lumbale segment, ontwikkelt zich een reeks tubuli, de tubuli van Wolff. Ze nemen in aantal toe door uitgroeiingen van de oorspronkelijke tubuli. De verandering van massieve cellenmassa's naar in plaats daarvan cellen met in het midden een holte. Het ene uiteinde groeit naar en mondt uiteindelijk uit in de gang van Wolff, het andere uiteinde verwijdt zich en vormt een uitstulping met een kluwen bloedvaten voor het vormen van een glomerulus.

## Vorming
De tubuli vormen gezamenlijk de oernier.

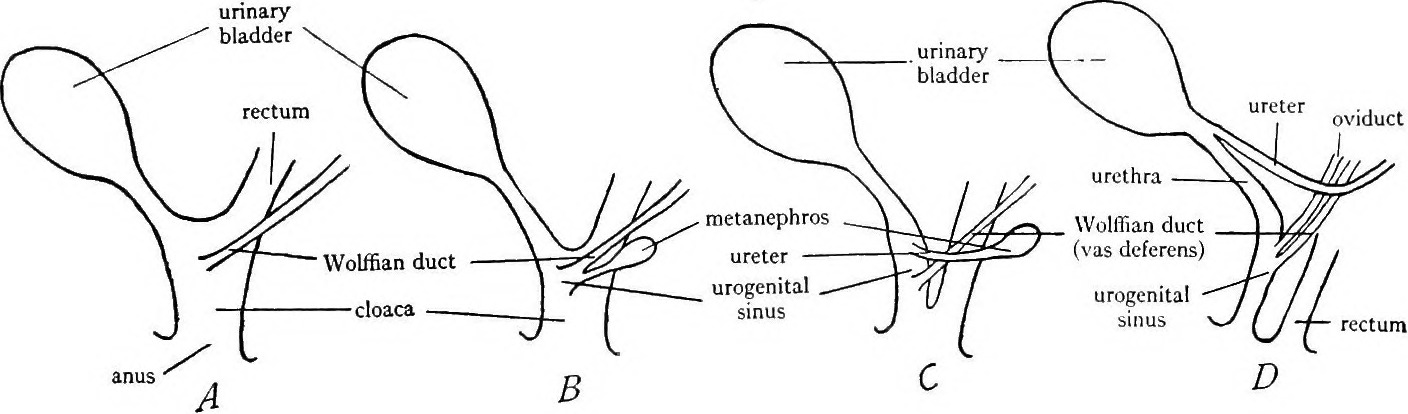
Diagrammen om de veranderingen in de cloaca bij zoogdieren tijdens de ontwikkeling te illustreren. A, vroeg embryonaal stadium, waarbij de cloaca wordt getoond die de urineblaas, het rectum en de gang van Wolff ontvangt, zoals bij de lagere gewervelde dieren. B, later stadium, toont het begin van de plooi die de cloaca verdeelt in een ventraal deel van de sinus urogenitalis die de urineblaas, gangen van Wolff en urineleiders ontvangt en in een dorsaal deel dat de endeldarm ontvangt. C, verdere voortgang van de plooi, waarbij de cloaca wordt verdeeld in de sinus urogenitalis en het rectum; de urineleider is gescheiden van de gang van Wolff en verschuift naar voren. D, voltooiing van de plooi, die de volledige scheiding van de cloaca in het ventrale deel van de sinus urogenitalis en het dorsale deel van het rectum laat zien.

## Functie

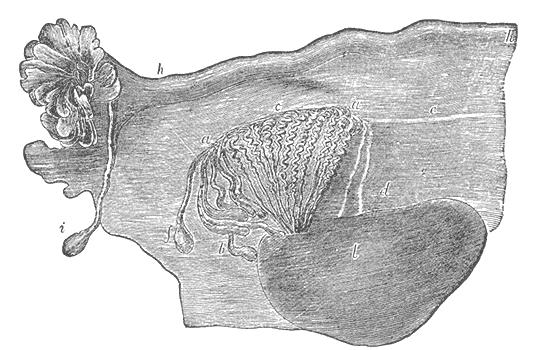
a:epoöforon, zijn overblijfselen van de gang van Wolff

De oernier als geheel produceert urine van de 6e tot en met de 10e week tijdens de ontwikkeling van het embryo. Ondanks de gelijkenis in structuur, functie en terminologie vormen de oeniernefronen echter geen enkel onderdeel van de volwassen nier of nefronen. Naarmate er meer caudale nefronen ontstaan, degenereren er des te meer craniale nefronen. Bij vrouwen degenereert de oernier volledig, hoewel rudimentaire structuren zoals de gangen van Gartner, het epoöforon en paroöforon veel voorkomen. Bij mannen zullen enkele van de meer caudale tubuli overleven en aanleiding geven tot de ductuli efferentes van de testis, de bijbal, de zaadleider, de zaadblaas, evenals rudimentaire structuren zoals de appendix testis, de appendix epididymidis en de paradidymis.

## Andere dieren
De oernier blijft bestaan en vormt het voorste deel van de permanente nieren bij vissen en amfibieën, maar bij reptielen, vogels en zoogdieren atrofieert de oernier en verdwijnt voor het grootste deel snel naarmate de definitieve nier (metanefros) zich begint te ontwikkelen gedurende de zesde of zevende week. Aan het begin van de vijfde maand van de ontwikkeling van het menselijk embryo zijn alleen de kanalen en enkele tubuli van de oernier nog over.